# Le Cercle (film, 2000)
Pour les articles homonymes, voir Le Cercle et The Circle.
Pour plus de détails, voir Fiche technique et Distribution.
Le Cercle (en persan : دایره, Dāyereh) est un film iranien réalisé par Jafar Panahi, sorti en 2000.

## Synopsis
Le film commence dans un centre de maternité à l'hôpital. Pendant le défilé du générique, on entend une femme accoucher. Une petite fille vient de naître. À la porte de la maternité, une mère vient s'enquérir de l'état de sa fille, Solmaz Gholami, et de l'accouchement.  Au travers du judas, une infirmière lui apprend que sa fille vient tout juste de donner naissance à une petite fille. La grand-mère ne peut le croire et se fait répéter cette nouvelle car l'examen d'échographie indiquait que le bébé serait un garçon. Paniquée à l'idée que son gendre va automatiquement demander le divorce, elle demande à la sœur de Solmaz d'appeler son oncle. 
Elle court vers une cabine téléphonique où elle tombe sur trois prisonnières, incluant Arezou et Nargess, qui viennent tout juste d'être libérées. Elles ont essayé d'avoir l'argent pour se rendre au village natal de Nargess. La troisième prisonnière venant tout juste de quitter les deux autres, est tout de suite arrêtée, lorsqu’elle essaye de vendre une chaîne en or à un prêteur sur gage. Arezou parvient à trouver assez d'argent pour permettre à Nargess d'acheter un billet d'autocar et les deux femmes se séparent, bien que Nargess s'inquiète de laisser Arezou seule en ville.
Au terminus des autocars, Nargess réussit à acheter un billet, bien qu'elle veuille voyager seule, ce qui est interdit à moins qu'elle ne soit étudiante; et elle n'a évidemment pas de carte pour prouver qu'elle l'est. L'employé du guichet se laisse fléchir et lui délivre tout de même un billet sur sa parole qu'elle est bien une étudiante. Munie du billet elle court acheter une chemise d'homme pour "son fiancé" dans une boutique, mais sur le quai d'embarquement, Nargess, terrifiée par la présence de la police, renonce à monter dans le car, car elle est recherchée et elle a peur de se faire arrêter encore une fois. En revanche, elle tente de trouver l'autre prisonnière, Pari, qui s'est faufilée hors de la prison ce jour-là. Le père de Pari lui déclare qu'à ses yeux, sa fille est "morte" et que Nargess ne rentrera pas chez lui, qu'elle aurait mieux fait de rester en prison. Pourtant, au moment où elle s'éloigne, les deux frères de Pari apparaissent pour « parler »[pas clair] à leur sœur. Une rixe s'ensuit au logement paternel, que Pari met à profit pour s'enfuir. Pari se rend à l'hôpital où elle retrouve Elham, une autre prisonnière qui a caché son passé et est maintenant infirmière, mariée à un médecin.  
De sa conversation avec Elham, on apprend que Pari est enceinte, que le père de son bébé a été exécuté, et qu'elle ne trouve personne pour se faire avorter. Par peur d'attirer les soupçons au sujet de son passé, Elham ne veut pas l'aider, et déclare à Pari qu'aucun médecin ne prendra le risque de la faire avorter sans autorisation des parents ou du mari. Pari la quitte donc pour aller errer dans les rues pendant la nuit. Sans preuve d'identité, elle ne peut aller à l'hôtel. Au hasard d'une rue, elle est témoin d'une ultime tentative d'abandon d'une petite fille par sa mère. Celle-ci espère que sa petite fille trouvera une vie meilleure dans une famille d'adoption. Ayant réussi cette fois, mais désespérée par son acte, elle continue d'errer dans les rues. 
La mère, prise pour une prostituée, est arrêtée avec un automobiliste qui l'a ramassée. Mais elle réussit à s'échapper pendant que le conducteur s'explique avec la police. Une autre femme, déjà arrêtée, apparemment  pour les mêmes raisons, est emmenée en fourgon de police. Arrivée en prison, elle est placée dans une cellule avec d'autres femmes, les diverses protagonistes déjà rencontrées dans le film. À l'extérieur de la cellule, le téléphone sonne. Un gardien va répondre, puis vient ouvrir le judas dans la porte métallique de la cellule. Il demande s'il y a une certaine Solmaz Gholami, la femme qui a accouché d'une petite fille au début du film. Elle n'est pas là, elle a été transférée dans une autre section, ce que le gardien retourne transmettre au téléphone à son interlocuteur. Puis il s'éloigne, revient sur ses pas pour fermer la trappe du judas sur le groupe de femmes enfermées. Le cercle est bouclé.

## Fiche technique
- Titre : Le Cercle
- Titre original : دایره (Dayereh)
- Réalisation : Jafar Panahi
- Scénario : Kambuzia Partovi
- Production : Jafar Panahi et Mohammad Atebbai
- Photographie : Bahram Badakshani
- Montage : Jafar Panahi
- Pays d'origine : Iran
- Langue : persan
- Format : Couleurs - Mono
- Genre : Drame
- Date de sortie : 2000

## Distribution
- Nargess Mamizadeh : Nargess
- Maryiam Palvin Almani : Arezou
- Mojgan Faramarzi : personne prostituée
- Elham Saboktakin : personne qui dispense des soins infirmiers
- Monir Arab : personne qui vend des tickets
- Solmaz Panahi : Solmaz
- Fereshteh Sadre Orafaiy : Pari
- Fatemeh Naghavi : La mère

## Distinction
- Mostra de Venise 2000 : Lion d'or et Prix FIPRESCI
- Grand prix de la FIPRESCI 2001, décerné au festival de San Sebastián, (Espagne)